# Emrullah Güvenç
Emrullah Güvenç (Genk, 27 januari 1987) is een voormalige Belgisch-Turks voetballer die bij voorkeur als aanvaller of aanvallende middenvelder inzetbaar was. Ook zijn broer Serdal was voetballer.
Op 10 augustus 2013 maakte Güvenç een hattrick in een met 2-7 gewonnen uitwedstrijd tegen KSK Heist. Alle drie de doelpunten kwamen voort uit een strafschop.
Hij verruilde in 2015 Antwerp FC voor MVV Maastricht, waar hij in oktober van dat jaar een contract tekende tot medio 2017 met een optie voor nog een seizoen. In 2017 ging hij naar Sporting Hasselt.

## Carrière
| seizoen | club            | land      | competitie     | duels | goals |
| ------- | --------------- | --------- | -------------- | ----- | ----- |
| 2004/05 | Fortuna Sittard | Nederland | Eerste Divisie | 2     | 0     |
| 2005/06 | Fortuna Sittard | Nederland | Eerste Divisie | 10    | 0     |
| 2006/07 | Fortuna Sittard | Nederland | Eerste Divisie | 30    | 4     |
| 2007/08 | Fortuna Sittard | Nederland | Eerste Divisie | 33    | 5     |
| 2008/09 | TOP Oss         | Nederland | Eerste Divisie | 19    | 1     |
| 2009/10 | FC Oss          | Nederland | Eerste Divisie | 32    | 3     |
| 2010/11 | FC Oss          | Nederland | Topklasse      | 26    | 13    |
| 2011/12 | Kartalspor      | Turkije   | TFF 1. Lig     | 0     | 0     |
| 2011/12 | Helmond Sport   | Nederland | Eerste divisie | 15    | 5     |
| 2012/13 | Helmond Sport   | Nederland | Eerste divisie | 33    | 19    |
| 2013/14 | Antwerp FC      | België    | Tweede klasse  | 29    | 12    |
| 2014/15 | Antwerp FC      | België    | Tweede klasse  | 36    | 14    |
| 2015/16 | MVV Maastricht  | Nederland | Eerste divisie | 32    | 5     |
| 2016/17 | MVV Maastricht  | Nederland | Eerste divisie | 22    | 4     |
| Totaal  | Totaal          | Totaal    | Totaal         | 319   | 85    |